# Bianca-Miruna Gavriliță
Bianca-Miruna Gavriliță (ur. 7 grudnia 1975 w Timișoarze) – rumuńska polityk, lekarka i samorządowiec, działaczka Partii Socjaldemokratycznej, posłanka do Izby Deputowanych.

## Życiorys
W 1999 ukończyła studia medyczne na Universitatea de Medicină și Farmacie „Victor Babeș” w Timișoarze. Specjalizowała się w ginekologii i położnictwie. W 1999 podjęła praktykę w zawodzie lekarza, w latach 2014–2016 była menedżerem szpitala psychiatrycznego w miejscowości Jebel.
Działaczka Partii Socjaldemokratycznej, została jej wiceprzewodniczącą w okręgu Temesz. W latach 2012–2016 zasiadała w radzie okręgu. W wyborach w 2016 uzyskała mandat posłanki do Izby Deputowanych.